# Проклета авлија (филм)
Проклета авлија је југословенски телевизијски драмски филм из 1984. године. Режирао ју је Маринко Маричић, који је написао и сценарио базиран по истоименом делу Иве Андрића.